# 290
| 290                |
| ------------------ |
| Dødsfald - Fødsler |
|                    |

| Gregoriansk kalender | 290 CCXC                |
| Ab urbe condita      | 1043                    |
| Armensk kalender     | I/T                     |
| Kinesiske kalender   | 2986 – 2987 己酉 – 庚戌 |
| Etiopisk kalender    | 282 – 283               |
| Jødisk kalender      | 4050 – 4051             |
| Hindukalendere       |                         |
| - Vikram Samvat      | 345 – 346               |
| - Shaka Samvat       | 212 – 213               |
| - Kali Yuga          | 3391 – 3392             |
| Iransk kalender      | 332 BP – 331 BP         |
| Islamisk kalender    | 342 BH – 341 BH         |

Se også 290 (tal)

## Født
- Sankt Vitus, en kristen helgen (død 303).